# Evangelische Kirche (Roßberg)

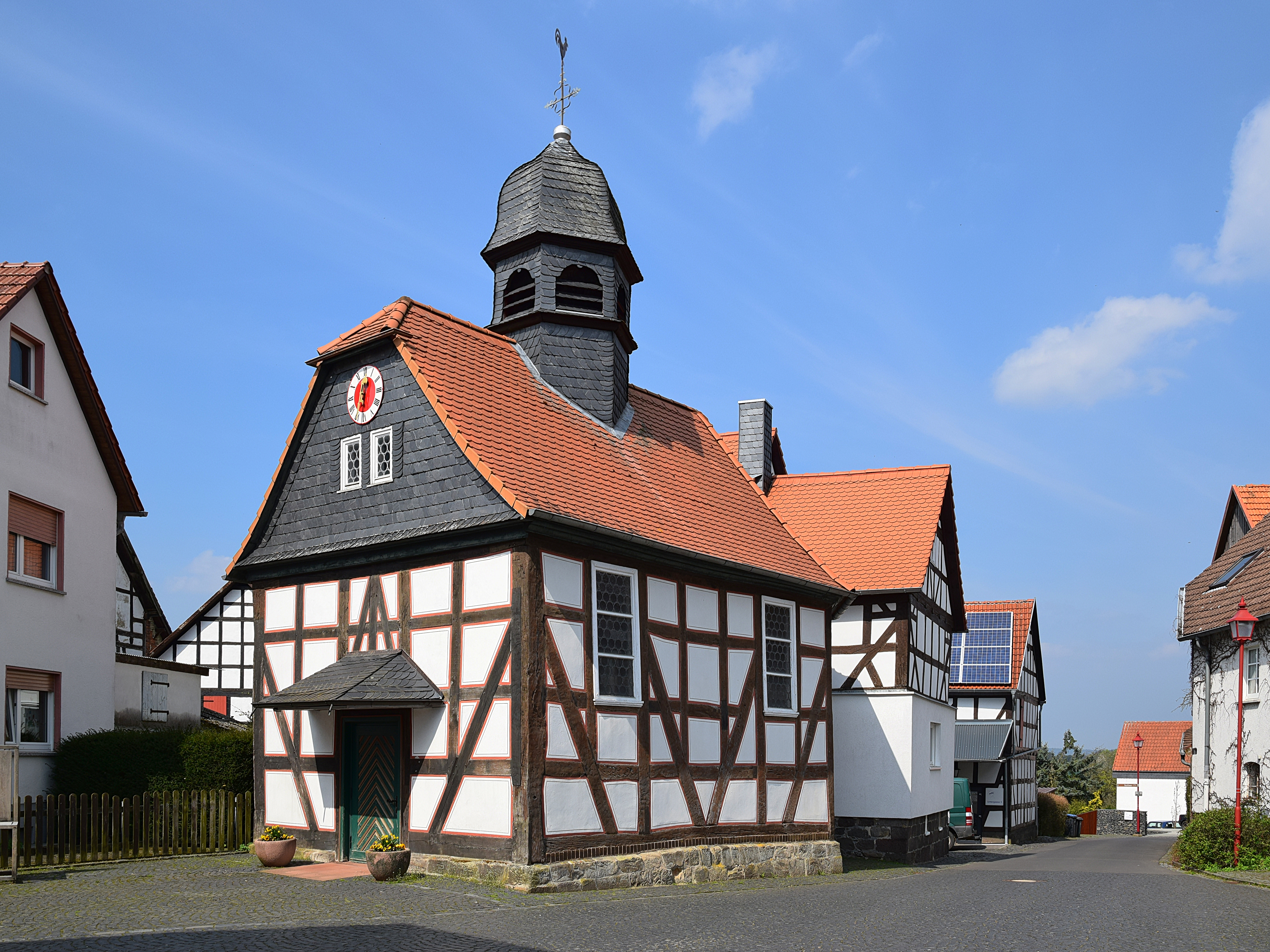
Evangelische Kirche (Roßberg)

Die evangelische Kirche Roßberg ist ein denkmalgeschütztes Kirchengebäude, das in Roßberg steht, einem Ortsteil der Gemeinde Ebsdorfergrund im Landkreis Marburg-Biedenkopf (Hessen). Die Kirche gehört zur Kirchengemeinde Dreihausen-Heskem im Kirchenkreis Marburg im Sprengel Marburg der Evangelischen Kirche von Kurhessen-Waldeck.

## Beschreibung
Die kleine, von Süd nach Nord ausgerichtete Fachwerkkirche wurde 1753 von den Roßbergern gebaut. Sie ist immer noch im Eigentum der politischen Gemeinde Ebsdorfergrund. Das Kirchenschiff hat einen dreiseitigen Abschluss. Aus dem Satteldach, das im Süden einen Krüppelwalm hat, erhebt sich ein sechseckiger, schiefergedeckter, mit einer glockenförmigen Haube bedeckter Dachreiter, hinter dessen Klangarkaden sich der Glockenstuhl befindet, in dem zwei Kirchenglocken hängen, eine 1653 gegossene, die 1952 erworben wurde, und eine 1937 gegossene. Der Innenraum ist mit einer Flachdecke überspannt, die in der Mitte von einer Stütze getragen wird. Auf der Empore steht die von Karl Lötzerich gebaute Orgel mit 5 Registern, einem Manual und einem angehängten Pedal, die 1990 ein Harmonium ersetzte.